# Hexannitril
Hexannitril ist eine chemische Verbindung aus der Gruppe der Nitrile.

## Vorkommen
Hexannitril wurde in Tabakrauch nachgewiesen.

## Gewinnung und Darstellung
Hexannitril kann durch Reaktion von 1-Chlorpentan oder 1-Brompentan mit Natriumcyanid gewonnen werden, wobei auch andere Synthesewege bekannt sind.

## Eigenschaften
Hexannitril ist eine farblose Flüssigkeit, die praktisch unlöslich in Wasser ist.

## Sicherheitshinweise
Die Dämpfe von Hexannitril können mit Luft ein explosionsfähiges Gemisch (Flammpunkt 43 °C) bilden.